# Villarsia manningiana
Villarsia manningiana är en vattenklöverväxtart som beskrevs av Ornduff. Villarsia manningiana ingår i släktet Villarsia och familjen vattenklöverväxter. Inga underarter finns listade i Catalogue of Life.